# Cer(III)-hydroxid
Cer(III)-hydroxid ist eine anorganische chemische Verbindung des Cers aus der Gruppe der Hydroxide.

## Gewinnung und Darstellung
Cer(III)-hydroxid kann durch Reaktion von Cer(III)-nitrat mit Ammoniumhydroxid gewonnen werden.
{\displaystyle \mathrm {Ce(NO_{3})_{3}+3\,NH_{4}OH\rightarrow Ce(OH)_{3}\downarrow +3\,NH_{4}NO_{3}} }
Es kann auch durch Lösung von Cer(III)-oxid in Säuren und Reaktion mit Natriumhydroxid dargestellt werden.
Es entsteht auch bei der Reaktion von Cer mit Wasser.
{\displaystyle \mathrm {2\ Ce+6\ H_{2}O\longrightarrow 2\ Ce(OH)_{3}\downarrow +\ 3\ H_{2}\uparrow } }

## Eigenschaften
Cer(III)-hydroxid ist ein weißer geleeartiger Feststoff, der durch Verunreinigungen gelb, braun oder pink gefärbt sein kann. Er ist praktisch unlöslich in Wasser und färbt sich bei Lufteinwirkung violett. Er besitzt eine Kristallstruktur vom Uran(III)-chlorid-Typ.

## Verwendung
Cer(III)-hydroxid wird zur Herstellung von Cer, Cersalzen und als Hilfsstoff für Reaktionsharze verwendet.